# Kóbí Óz
Kóbí Óz, héber betűkkel קובי אוז, izraeli angol átírással Kobi Oz, Szdérót, 1969. szeptember 17. –) izraeli zenész és író, a Teapacks együttes frontembere.
Jaákóv Uzán néven született egy Tunéziából származó családban, nevét tizenöt éves korában változtatta a jelenlegire. Zenélni is ebben az időben kezdett a dél-izraeli Szdérót kisvárosban, ahol a gyermekéveit töltötte. Elsősorban billentyűs hangszereken játszott, de a hadseregben szólóénekesként is kipróbálta magát. Hamar ráébredt azonban, hogy egymagában nem képes beváltani az izraeli rockzene megújításához fűzött ambícióit, ezért idővel másokkal összeállva kezdett zenélni, akikből aztán 1988-ban megalakult a magát a „freestyle-folk-pop-punk” stílusba soroló Tipp-Ex (későbbi Teapacks) együttes, amelynek Óz megingathatatlan vezéralakjává vált, művészeti vezetőjeként pedig a dalszövegeiket is ő írja. A zenekar számait gyakran sugározzák az izraeli rádiók, egyik daluk 2001-ben a Kol Jiszráél (az első számú izraeli rádióadó) legsűrűbben játszott száma volt.
Az évek során több más együttessel és előadóművésszel is dolgozott együtt, köztük a Kneszijat Haszékel és a Hadág Náhás nevű zenekarokkal, valamint Szárít Chadád énekessel és Almá Zak színész-humoristával, emellett pedig egy szólóalbumot is megjelentetett.
Két könyvet is írt, első regénye széles körben kedvező fogadtatásra talált, Ozt pedig az év irodalmi személyiségévé választották. Második regényében, amelynek szereplői utcagyerekek, tolvajok és rendőrök, meglehetősen bizarr képet rajzol a társadalomról: mindegyik figura meg van átkozva a maga pokoli világával, a műben összecsapnak az idősebb és a fiatalabb generációk, mindezt pedig a szerző a stílus és a nyelvi regiszterek gyakori váltakoztatásával teszi pontosan érzékelhetővé.
Számos műve bekerült az iskolai oktatás alaptantervébe, első regényének megfilmesítési jogait nemrég értékesítették. Könyveit angol és Német nyelvre fordították le, ő maga pedig Izraelben nemzedékének afféle jelképévé vált.
Óz 2000-ben feleségül vette Avítál Abergel színésznőt, akivel azonban 2003-ban elváltak. Jelenleg Tel-Avivban él, és heti rendszerességgel jelentkező rovata van a Maarív című napilapban. A 2006-os izraeli parlamenti választások előtt nyilvánosan bejelentette, hogy Ámír Perecet és az általa vezetett baloldali Munkapártot támogatja.

## Regényei
- 1997 Móse Huvátó és a holló (Móse Huvátó veháórév; משה חוואטו והעורב) ISBN 965-90130-1-9
- 2002 Piti bűnöző (Ávarján caacúa; עבריין צעצוע) ISBN 965-7130-12-3